# 2019–2020-as Jaguar I-Pace eTrophy
A 2019–2020. évi Jaguar I-Pace eTrophy a széria második szezonja volt. A bajnokság 2019. november 22-én indult Szaúd-Arábiában, a szezonzáróra pedig Berlin városában került sor, 2020. augusztus 13-án A sorozat a Formula–E betétfutamaiként szerepel. A címvédő a brazil Sérgio Jimenez.  2020 májusában hivatalosan bejelentették, hogy bizonytalan időre megszüntetik a bajnokságot a koronavírus-járvány miatt bekövetkezett gazdasági problémái miatt.

## Csapatok és versenyzők
| Csapat                                 | Kategória | Rajtszám | Versenyzők          | Fordulók |
| -------------------------------------- | --------- | -------- | ------------------- | -------- |
| Jaguar VIP Car                         | G         | 1        | Reema Juffali       | 1–2      |
| Jaguar VIP Car                         | G         | 1        | Mario Domínguez     | 3        |
| Jaguar VIP Car                         | G         | 1        | Oliver Webb         | 4–5      |
| Jaguar VIP Car                         | G         | 1        | Abbie Eaton         | 6–8      |
| Jaguar VIP Car                         | G         | 1        | Sven Förster        | 9–10     |
| Jaguar VIP Car                         | G         | 2        | Abbie Eaton         | 1–2      |
| Jaguar VIP Car                         | G         | 2        | Jessica Hawkins     | 9–10     |
|                                        | G         | 71       | Vincent Radermecker | 3        |
| Teljes szezonos résztvevők             |           |          |                     |          |
| ZEG iCarros Jaguar Brazil              | P         | 0        | Mário Haberfeld     | 1–2      |
| ZEG iCarros Jaguar Brazil              | P         | 0        | Cacá Bueno          | 3–10     |
| ZEG iCarros Jaguar Brazil              | P         | 10       | Sérgio Jimenez      | Összes   |
| ZEG iCarros Jaguar Brazil              | PA        | 18       | Adalberto Baptista  | 3–10     |
| Jaguar ran racing eTROPHY Team Germany | P         | 7        | Alice Powell        | Összes   |
| Jaguar China Racing                    | PA        | 8        | Sun Csao            | 1–2      |
| Jaguar China Racing                    | PA        | 8        | David Cseng         | 3        |
| Jaguar China Racing                    | P         | 8        | Gregory Segers      | 4–10     |
| Jaguar China Racing                    | PA        | 9        | Yaqi Zhang          | 1–2      |
| Jaguar China Racing                    | P         | 9        | Manuel Cabrera      | 3        |
| Jaguar China Racing                    | P         | 9        | Nick Foster         | 4–10     |
| Saudi Racing                           | PA        | 13       | Fahad Algosaibi     | Összes   |
| Saudi Racing                           | PA        | 34       | Mashhur Bal Hejaila | 1–3      |
| Saudi Racing                           | PA        | 34       | Paul Spooner        | 4–10     |
| Team Yokohama Challenge                | P         | 24       | Aóki Takuma         | 3–10     |
| Team Asia New Zealand                  | P         | 99       | Simon Evans         | Összes   |
| Forrás:                                |           |          |                     |          |

| Ikon | Kategória |
| ---- | --------- |
| P    | Pro       |
| PA   | Pro-Am    |
| G    | Vendég    |

## Szabályváltozások
- A Formula–E-ben használt Támadó üzemmód ("Attack mode") bevezetésre került ettől a szezontól kezdve.[19]

## Versenynaptár
| Forduló              | Város       | Ország                    | Pálya                            | Pályarajz           | Dátum               |
| -------------------- | ----------- | ------------------------- | -------------------------------- | ------------------- | ------------------- |
| 1                    | Rijád       | Szaúd-Arábia              | Riyadh Street Circuit            |                     | 2019. november 22.  |
| 2                    | Rijád       | Szaúd-Arábia              | Riyadh Street Circuit            | 2019. november 23.  |                     |
| 3                    | Mexikóváros | Mexikó                    | Autódromo Hermanos Rodríguez     |                     | 2020. február 15.   |
| 4                    | Berlin      | Németország               | Tempelhof Airport Street Circuit |                     | 2020. augusztus 5.  |
| 5                    | Berlin      | Németország               | Tempelhof Airport Street Circuit | 2020. augusztus 6.  |                     |
| 6                    | Berlin      | Németország               | Tempelhof Airport Street Circuit |                     | 2020. augusztus 8.  |
| 7                    | Berlin      | Németország               | Tempelhof Airport Street Circuit | 2020. augusztus 9.  |                     |
| 8                    | Berlin      | Németország               | Tempelhof Airport Street Circuit | 2020. augusztus 9.  |                     |
| 9                    | Berlin      | Németország               | Tempelhof Airport Street Circuit |                     | 2020. augusztus 12. |
| 10                   | Berlin      | Németország               | Tempelhof Airport Street Circuit | 2020. augusztus 13. |                     |
| Törölt versenyek:[a] |             |                           |                                  |                     |                     |
| —                    | Sanya       | Kína                      | Haitang Bay Circuit              |                     | 2020. március 21.   |
| —                    | Róma        | Olaszország               | Circuito Cittadino dell'EUR      |                     | 2020. április 4.    |
| —                    | Párizs      | Franciaország             | Circuit des Invalides            |                     | 2020. április 18.   |
| —                    | New York    | Amerikai Egyesült Államok | Brooklyn Street Circuit          |                     | 2020. július 11.    |
| —                    | London      | Egyesült Királyság        | ExCeL London                     |                     | 2020. július 25.    |
| —                    | London      | Egyesült Királyság        | ExCeL London                     | 2020. július 26.    |                     |

## Eredmények

### Összefogaló
| Forduló | Helyszín    | Időmérő – Pole-pozíció       | Időmérő – Pole-pozíció       | Verseny         | Verseny        | Verseny            |
| Forduló | Helyszín    | Pro                          | Pro-Am                       | Leggyorsabb kör | Pro győztes    | Pro-Am győztes     |
| ------- | ----------- | ---------------------------- | ---------------------------- | --------------- | -------------- | ------------------ |
| 1       | Rijád       | Simon Evans                  | Yaqi Zhang                   | Alice Powell    | Simon Evans    | Yaqi Zhang         |
| 2       | Rijád       | Sérgio Jimenez               | Yaqi Zhang                   | Sérgio Jimenez  | Sérgio Jimenez | Yaqi Zhang         |
| 3       | Mexikóváros | Törölve[b]                   | Törölve[b]                   | Cacá Bueno      | Sérgio Jimenez | Fahad Algosaibi    |
| 4       | Berlin      | Cacá Bueno                   | Fahad Algosaibi              | Cacá Bueno      | Cacá Bueno     | Fahad Algosaibi    |
| 5       | Berlin      | Cacá Bueno                   | Fahad Algosaibi              | Oliver Webb     | Sérgio Jimenez | Fahad Algosaibi    |
| 6       | Berlin      | Sérgio Jimenez               | Fahad Algosaibi              | Nick Foster     | Sérgio Jimenez | Fahad Algosaibi    |
| 7       | Berlin      | Sérgio Jimenez               | Fahad Algosaibi              | Gregory Segers  | Simon Evans    | Fahad Algosaibi    |
| 8       | Berlin      | Fordított rajtrácsos verseny | Fordított rajtrácsos verseny | Simon Evans     | Simon Evans    | Fahad Algosaibi    |
| 9       | Berlin      | Cacá Bueno                   | Fahad Algosaibi              | Sérgio Jimenez  | Simon Evans    | Paul Spooner       |
| 10      | Berlin      | Cacá Bueno                   | Fahad Algosaibi              | Simon Evans     | Cacá Bueno     | Adalberto Baptista |

### Pontrendszer
| Helyezés | 1. | 2. | 3. | 4. | 5. | 6. | 7. | 8. | 9. | 10. | Pole |
| Pont     | 20 | 15 | 11 | 8  | 6  | 5  | 4  | 3  | 2  | 1   | 1    |

### Versenyzők
| Helyezés                                 | Versenyző           | ADR | ADR | MEX | BER | BER | BER  | BER | BER | BER | BER | Pont |
| Pro                                      | Pro                 | Pro | Pro | Pro | Pro | Pro | Pro  | Pro | Pro | Pro | Pro | Pro  |
| ---------------------------------------- | ------------------- | --- | --- | --- | --- | --- | ---- | --- | --- | --- | --- | ---- |
| 1.                                       | Simon Evans         | 1   | 2   | 2   | 3   | 2   | 3    | 1   | 1   | 1   | 2   | 163  |
| 2.                                       | Sérgio Jimenez      | 2   | 1   | 1   | 4   | 1   | 1    | 2   | 2   | 2   | 3   | 162  |
| 3.                                       | Cacá Bueno          |     |     | 74  | 1   | 3   | 2    | 3   | 3   | 3   | 1   | 111  |
| 4.                                       | Alice Powell        | 3   | 3   | 85  | 65  | 76  | 5    | 5   | 106 | 5   | 4   | 70   |
| 5.                                       | Nick Foster         |     |     |     | 2   | 54  | 117† | 4   | Ki  | 4   | 5   | 49   |
| 6.                                       | Aóki Takuma         |     |     | 53  | 97  | 97  | 76   | 87  | 75  | 97  | 7   | 42   |
| 7.                                       | Gregory Segers      |     |     |     | 76  | 65  | 4    | 76  | 4   | 6   | 6   | 42   |
| 8.                                       | Mário Haberfeld     | 84  | 74  |     |     |     |      |     |     |     |     | 16   |
| 9.                                       | Manuel Cabrera      |     |     | Ki  |     |     |      |     |     |     |     | 0    |
| Pro-Am                                   |                     |     |     |     |     |     |      |     |     |     |     |      |
| 1.                                       | Fahad Algosaibi     | 62  | Ki  | 41  | 81  | 81  | 61   | 91  | 51  | 82  | 112 | 171  |
| 2.                                       | Adalberto Baptista  |     |     | 62  | 102 | 113 | 103  | 102 | 93  | 103 | 81  | 109  |
| 3.                                       | Paul Spooner        |     |     |     | 113 | 102 | 92   | 113 | 82  | 71  | Ki  | 87   |
| 4.                                       | Yaqi Zhang          | 41  | 51  |     |     |     |      |     |     |     |     | 42   |
| 5.                                       | Sun Csao            | 73  | 62  |     |     |     |      |     |     |     |     | 26   |
| 6.                                       | Mashhur Bal Hejaila | 94  | 83  | Ki  |     |     |      |     |     |     |     | 19   |
| 7.                                       | David Cseng         |     |     | Ki  |     |     |      |     |     |     |     | 0    |
| 8.                                       | Ahmed Bin Khanen    |     |     |     | Vi  | Vi  |      |     |     |     |     | 0    |
| Vendégpilótaként nem jogosultak pontokra |                     |     |     |     |     |     |      |     |     |     |     |      |
|                                          | Mario Domínguez     |     |     | 3   |     |     |      |     |     |     |     |      |
|                                          | Abbie Eaton         | 51  | 41  |     |     |     | 8    | 6   | 6   |     |     |      |
|                                          | Oliver Webb         |     |     |     | 5   | 4   |      |     |     |     |     |      |
|                                          | Sven Förster        |     |     |     |     |     |      |     |     | 122 | 91  |      |
|                                          | Reema Juffali       | 102 | Ki  |     |     |     |      |     |     |     |     |      |
|                                          | Jessica Hawkins     |     |     |     |     |     |      |     |     | 111 | 102 |      |

## Külső hivatkozások
- A Jaguar I-Pace eTrophy hivatalos honlapja